# Cyardium obscurum
Cyardium obscurum là một loài bọ cánh cứng trong họ Cerambycidae.